# Escola Secundària Femenina Bruriah
L'Escola Secundària Femenina Bruriah, (en anglès estatunidenc: Bruriah High School for Girls), és una acadèmia femenina situada a Elizabeth, Nova Jersey, als EUA. L'escola forma a estudiants de setè i dotzè grau. Durant el dia, el pla formatiu consisteix en estudis religiosos i seculars. L'escola forma part del Centre Educatiu Jueu (en anglès: Jewish Educational Center), i és dirigida pel degà, el Rabí Elazar Mayer Teitz. El Centre Educatiu Jueu, ha estat acreditat per l'Associació de Col·legis i Escoles dels Estats Mitjans, i per la Comissió d'Escoles Secundàries, des de l'any 2008. Durant el curs escolar 2015-2016, l'escola ha tingut una inscripció de 379 alumnes i 42 professors. El percentatge d'estudiants, consistia en un 99,2 % per cent d'estudiants blancs, i un 0,8 % per cent d'estudiants negres. L'escola es diu com el personatge del Talmud Bruriah.